# Juuso Pykälistö
Juuso Pykälistö (Padasjoki, 21 maggio 1975) è un pilota di rally finlandese.
Ha partecipato al campionato del mondo di rally con la Citroën e Peugeot. Pykälistö ha vinto due volte il rally artico.

## Risultati nel mondiale rally

### WRC
| 1996 | Scuderia | Vettura            |  |  |  |  |  |     |  |  |  |  |  |  |  |  |  |  | Punti | Pos. |
| ---- | -------- | ------------------ |  |  |  |  |  | --- |  |  |  |  |  |  |  |  |  |  | ----- | ---- |
| 1996 |          | Opel Astra GSi 16V |  |  |  |  |  | Rit |  |  |  |  |  |  |  |  |  |  | 0     |      |

| 1997 | Scuderia | Vettura                  |  |  |  |  |  |  |  |  |  |     |  |  |  |  |  |  | Punti | Pos. |
| ---- | -------- | ------------------------ |  |  |  |  |  |  |  |  |  | --- |  |  |  |  |  |  | ----- | ---- |
| 1997 |          | Mitsubishi Lancer Evo IV |  |  |  |  |  |  |  |  |  | Rit |  |  |  |  |  |  | 0     |      |

| 1998 | Scuderia                    | Vettura                      |  |     |  |  |  |  |  |  |  |     |  |  |     |  |  |  | Punti | Pos. |
| ---- | --------------------------- | ---------------------------- |  | --- |  |  |  |  |  |  |  | --- |  |  | --- |  |  |  | ----- | ---- |
| 1998 | Mitsubishi Ralliart Finland | Mitsubishi Carisma GT Evo IV |  | Rit |  |  |  |  |  |  |  | Rit |  |  | Rit |  |  |  | 0     |      |

| 1999 | Scuderia                    | Vettura                                                  |  |     |  |  |  |  |  |  |  |     |  |  |  |  |  |  | Punti | Pos. |
| ---- | --------------------------- | -------------------------------------------------------- |  | --- |  |  |  |  |  |  |  | --- |  |  |  |  |  |  | ----- | ---- |
| 1999 | Mitsubishi Ralliart Finland | Mitsubishi Carisma GT Evo IV Mitsubishi Carisma GT Evo V |  | Rit |  |  |  |  |  |  |  | Rit |  |  |  |  |  |  | 0     |      |

| 2000 | Scuderia                    | Vettura                      |  |    |  |  |  |  |  |  |    |  |  |  |  |  |  |  | Punti | Pos. |
| ---- | --------------------------- | ---------------------------- |  | -- |  |  |  |  |  |  | -- |  |  |  |  |  |  |  | ----- | ---- |
| 2000 | Mitsubishi Ralliart Finland | Mitsubishi Carisma GT Evo VI |  | 18 |  |  |  |  |  |  | 17 |  |  |  |  |  |  |  | 0     |      |

| 2001 | Scuderia | Vettura            |  |  |  |  |  |  |  |  |     |  |  |  |  |  |  |  | Punti | Pos. |
| ---- | -------- | ------------------ |  |  |  |  |  |  |  |  | --- |  |  |  |  |  |  |  | ----- | ---- |
| 2001 |          | Toyota Corolla WRC |  |  |  |  |  |  |  |  | Rit |  |  |  |  |  |  |  | 0     |      |

| 2002 | Scuderia | Vettura                                                     |  |    |  |  |     |  |  |  |     |  |  |    |     |     |  |  | Punti | Pos. |
| ---- | -------- | ----------------------------------------------------------- |  | -- |  |  | --- |  |  |  | --- |  |  | -- | --- | --- |  |  | ----- | ---- |
| 2002 |          | Toyota Corolla WRC Peugeot 206 WRC Mitsubishi Lancer Evo VI |  | 11 |  |  | Rit |  |  |  | Rit |  |  | 26 | Rit | Rit |  |  | 0     |      |

| 2003 | Scuderia      | Vettura         |  |     |    |  |  |     |     |  |   |  |  |  |  |   |  |  | Punti | Pos. |
| ---- | ------------- | --------------- |  | --- | -- |  |  | --- | --- |  | - |  |  |  |  | - |  |  | ----- | ---- |
| 2003 | Bozian Racing | Peugeot 206 WRC |  | Rit | 11 |  |  | Rit | Rit |  | 9 |  |  |  |  | 9 |  |  | 0     |      |

| 2004 | Scuderia      | Vettura           |  |  |  |  |  |  |  |  |     |  |  |  |     |  |  |  | Punti | Pos. |
| ---- | ------------- | ----------------- |  |  |  |  |  |  |  |  | --- |  |  |  | --- |  |  |  | ----- | ---- |
| 2004 | Kronos Racing | Citroën Xsara WRC |  |  |  |  |  |  |  |  | Rit |  |  |  | Rit |  |  |  | 0     |      |

| 2005 | Scuderia             | Vettura           |  |  |  |  |   |  |  |  |  |  |  |  |  |  |  |  | Punti | Pos. |
| ---- | -------------------- | ----------------- |  |  |  |  | - |  |  |  |  |  |  |  |  |  |  |  | ----- | ---- |
| 2005 | OMV World Rally Team | Citroën Xsara WRC |  |  |  |  | 8 |  |  |  |  |  |  |  |  |  |  |  | 1     | 27º  |

| Legenda | 1º posto | 2º posto | 3º posto | A punti | Senza punti | Ritirato | Squalificato | NP=Non partito C=Gara cancellata | Apice=Power stage |

### Gruppo N
| 1998 | Scuderia                    | Vettura                      |  |     |  |  |  |  |  |  |  |     |  |  |     |  |  |  | Punti | Pos. |
| ---- | --------------------------- | ---------------------------- |  | --- |  |  |  |  |  |  |  | --- |  |  | --- |  |  |  | ----- | ---- |
| 1998 | Mitsubishi Ralliart Finland | Mitsubishi Carisma GT Evo IV |  | Rit |  |  |  |  |  |  |  | Rit |  |  | Rit |  |  |  | 0     |      |

| 1999 | Scuderia                    | Vettura                                                  |  |     |  |  |  |  |  |  |  |     |  |  |  |  |  |  | Punti | Pos. |
| ---- | --------------------------- | -------------------------------------------------------- |  | --- |  |  |  |  |  |  |  | --- |  |  |  |  |  |  | ----- | ---- |
| 1999 | Mitsubishi Ralliart Finland | Mitsubishi Carisma GT Evo IV Mitsubishi Carisma GT Evo V |  | Rit |  |  |  |  |  |  |  | Rit |  |  |  |  |  |  | 0     |      |

| 2000 | Scuderia                    | Vettura                      |  |   |  |  |  |  |  |  |   |  |  |  |  |  |  |  | Punti | Pos. |
| ---- | --------------------------- | ---------------------------- |  | - |  |  |  |  |  |  | - |  |  |  |  |  |  |  | ----- | ---- |
| 2000 | Mitsubishi Ralliart Finland | Mitsubishi Carisma GT Evo VI |  | 2 |  |  |  |  |  |  | 2 |  |  |  |  |  |  |  | 12    | 9º   |

| Legenda | 1º posto | 2º posto | 3º posto | A punti | Senza punti | Ritirato | Squalificato | NP=Non partito C=Gara cancellata | Apice=Power stage |